# Chichata
Chichata – wieś w Osetii Południowej, w regionie Dżawa. W 2015 roku liczyła 3 mieszkańców.